# كارلوس مارتينيز ألونسو
كارلوس مارتينيز ألونسو (بالإسبانية: Carlos Martínez Alonso)‏ هو عالم كيمياء حيوية إسباني، ولد في 1950 في La Pola de Gordón ‏ في إسبانيا.